# 1098 (numero)
Millenovantotto (1098) è il numero naturale dopo il 1097 e prima del 1099.

## Proprietà matematiche
- È un numero pari.
- È un numero composto da 12 divisori: 1, 2, 3, 6, 9, 18, 61, 122, 183, 366, 549, 1098. Poiché la somma dei suoi divisori (escluso il numero stesso) è 1320 > 1098, è un numero abbondante.
- È un numero palindromo nel sistema posizionale a base 8 (2112), a base 11 (909) e in quello a base 13 (666).
- È un numero ondulante nel sistema posizionale a base 11.
- È un numero a cifra ripetuta nel sistema posizionale a base 13.
- È esprimibile in un solo modo come somma di due quadrati: 1098 = 1089 + 9 = 322 + 32.
- È un numero di Harshad nel sistema numerico decimale, cioè è divisibile per la somma delle sue cifre.
- È un numero semiperfetto in quanto pari alla somma di alcuni (o tutti) i suoi divisori.
- È un numero malvagio.
- È un numero palindromo nel sistema di numerazione posizionale a base 8 (2112) e a base 13 (666).
- È un numero a cifra ripetuta nel sistema di numerazione posizionale a base 13.
- È parte delle terne pitagoriche (198, 1080, 1098), (1098, 1464, 1830), (1098, 3640, 3802), (1098, 4880, 5002), (1098, 11136, 11190), (1098, 33480, 33498), (1098, 100464, 100470), (1098, 301400, 301402).

## Astronomia
- 1098 Hakone è un asteroide della fascia principale del sistema solare.
- NGC 1098 è una galassia nella costellazione dell'Eridano.

## Astronautica
- Cosmos 1098 è un satellite artificiale russo.